# Garrha
Garrha é um gênero de traça pertencente à família Agonoxenidae.